# Ivor Newton
Ivor Newton CBE (Londres (Regne Unit), 15 de desembre, 1892 - Bromley (barri de Londres), 21 d'abril, 1981), va ser un pianista anglès que va ser especialment conegut com a acompanyant de cantants i intèrprets de corda internacionals. Va ser un dels primers a aportar una personalitat diferent del paper de l'acompanyant. Va fer nombroses gires per tots els continents i va aparèixer en festivals de música com Salzburg i Edimburg. La seva carrera va durar més de 60 anys.

## Biografia
Newton va néixer a Limehouse, Londres. Els seus estudis van ser amb York Bowen, Isidor Snook a Amsterdam, Raimund von zur-Mühlen, Coenraad V. Bos a Berlín i Victor Beigel a Londres.
El 1926 va persuadir William Primrose, aleshores violinista, perquè estudiés amb Eugène Ysaÿe, qui, al seu torn, el va persuadir de prendre la viola, l'instrument que el va fer famós. L'any 1940 va organitzar un concert a l'ambaixada del Regne Unit a Washington en ajuda de "British War Relief". També va ser membre de festes de concert entretingint tropes a Egipte, Iraq, Iran i el Golf Pèrsic.
Kirsten Flagstad era coneguda per no canviar mai d'opinió una vegada que s'havia retirat. No obstant això, Ivor Newton va aconseguir persuadir-la de sortir de la seva jubilació per a un concert de graduació el 1957 en honor al 50è aniversari de la mort del seu compatriota Edvard Grieg.
El 1966 va publicar una autobiografia, At the Piano: the world of an acompanyant (Londres: Hamish Hamilton). Va ser nomenat Comandant de l'Ordre de l'Imperi Britànic (CBE) el 1973.
Ivor Newton va viure gran part de la seva jubilació a Old Portsmouth. Va morir a Bromley el 1981. Va llegar la seva finca per crear la "Ivor Newton House", una casa per a músics jubilats a Bromley. Va ser dirigit pel Musicians' Benevolent Fund, que va anunciar el 2008 la seva intenció de tancar Ivor Newton House l'octubre de 2009. Els ocupants notables havien inclòs Vilém Tauský, Stanford Robinson, Roy Henderson, i Richard Arnell.

## Artistes associats
Els artistes que van aparèixer inclosos amb Ivor Newton: Isobel Baillie, Jussi Björling, Dino Borgioli, Maria Callas, Pau Casals, Feodor Chaliapin, Giuseppe Di Stefano, Robert Easton, Emanuel Feuermann, Kirsten Flagstad, Elena Gerhardt, Beniamino Gigli, Frederick Grinke, Ida Haendel, Josef Hassid, Victoria de los Ángeles, John McCormack, Nellie Melba, Yehudi Menuhin, Grace Moore, Maria Müller, Gregor Piatigorsky, Lily Pons, Vladimir Rosing, Tito Schipa, Elisabeth Schumann, Oda Slobodskaya, Concepció Supervia, Clara Butt, Maggie Teyte i Eugène Ysaÿe.